# Tahoe Daily Tribune
De Tahoe Daily Tribune is een regionaal dagblad voor de gemeenschappen op de zuidelijke oever van Lake Tahoe, in de Amerikaanse staten Californië en Nevada. De krantenredactie is gevestigd in South Lake Tahoe. De gedrukte krant, met een dagelijkse oplage van circa 8800, wordt verspreid in onder andere South Lake Tahoe, Zephyr Cove, Stateline en Heavenly Village. Er is ook een digitale versie.
De Daily Tribune is eigendom van Swift Communications, een internetmarketing- en krantenconsortium dat tabloidkranten maakt in verschillende resortgebieden. Swift Communications is eveneens uitgever van Sierra Sun/North Lake Tahoe Bonanza en verschillende andere lokale kranten in de omgeving van Lake Tahoe.